# Гликсбург (Остзе)
Гликсбург (њем. Glücksburg) град је у њемачкој савезној држави Шлезвиг-Холштајн. Једно је од 134 општинска средишта округа Шлезвиг-Фленсбург. Према процјени из 2010. у граду је живјело 5.961 становника. Посједује регионалну шифру (AGS) 1059113.

## Географски и демографски подаци
Гликсбург се налази у савезној држави Шлезвиг-Холштајн у округу Шлезвиг-Фленсбург. Град се налази на надморској висини од 19 метара. Површина општине износи 39,7 km². У самом граду је, према процјени из 2010. године, живјело 5.961 становника. Просјечна густина становништва износи 150 становника/km².

## Међународна сарадња
| Мјесто      | Држава | Врста сарадње | Од    |
| ----------- | ------ | ------------- | ----- |
| Аероскобинг | Данска | партнерство   | 1970. |
| Извор       |        |               |       |